# Parafia św. Józefa w Rybnicy
Parafia św. Józefa w Rybnicy – rzymskokatolicka parafia znajdująca się w diecezji kiszyniowskiej w dekanacie naddniestrzańskim, de iure w Mołdawii, de facto w Naddniestrzu.
Opiekę nad parafią sprawują sercanie. Msze święte sprawowane są w językach polskim i rosyjskim.

## Historia
Parafia założona w XVII w przez Koniecpolskich, gdy Rybnica znajdowała się w Rzeczypospolitej Obojga Narodów. Należała do diecezji kamienieckiej. Kościół murowany fundacji Jana Kożuchowskiego zbudowano w latach 1815–1817, konsekrowany w 1892 przez biskupa pomocniczego łucko-żytomierskiego Cyryla Lubowidzkiego. Po rewolucji październikowej działał jeszcze pewien czas, lecz ostatecznie został zamknięty w 1933. Proboszcz rybnicki ks. Anton Vedegis został aresztowany i skazany na 3-letnie wygnanie. Na prośbę mieszkańców został zwolniony, lecz zmarł w 1937. Kościół zburzono w 1936. Parafia wznowiła działalność w czasie okupacji rumuńskiej. Ponownie zamknięta w 1949. Wierni w tym czasie gromadzili się w kaplicy cmentarnej. Po 1949 wiernych odwiedzali księża z Kiszyniowa i Ukrainy, odprawiając msze w kaplicy cmentarnej, a po jej zburzeniu przez władze radzieckie w 1963 w prywatnych mieszkaniach.
Oficjalna rejestracja parafii przez władze nastąpiła w 1990. Zakupiono dom, którego używano jako kaplicy. Przystąpiono również do budowy nowego kościoła, który 9 października 2003 konsekrował arcybiskup warszawski, prymas Polski kard. Józef Glemp. Otwarto również kaplicę filialną pw. Matki Bożej Fatimskiej w Iwanówce, którą 10 maja 2008 konsekrował biskup kiszyniowski Anton Coșa.